# Chlordecon

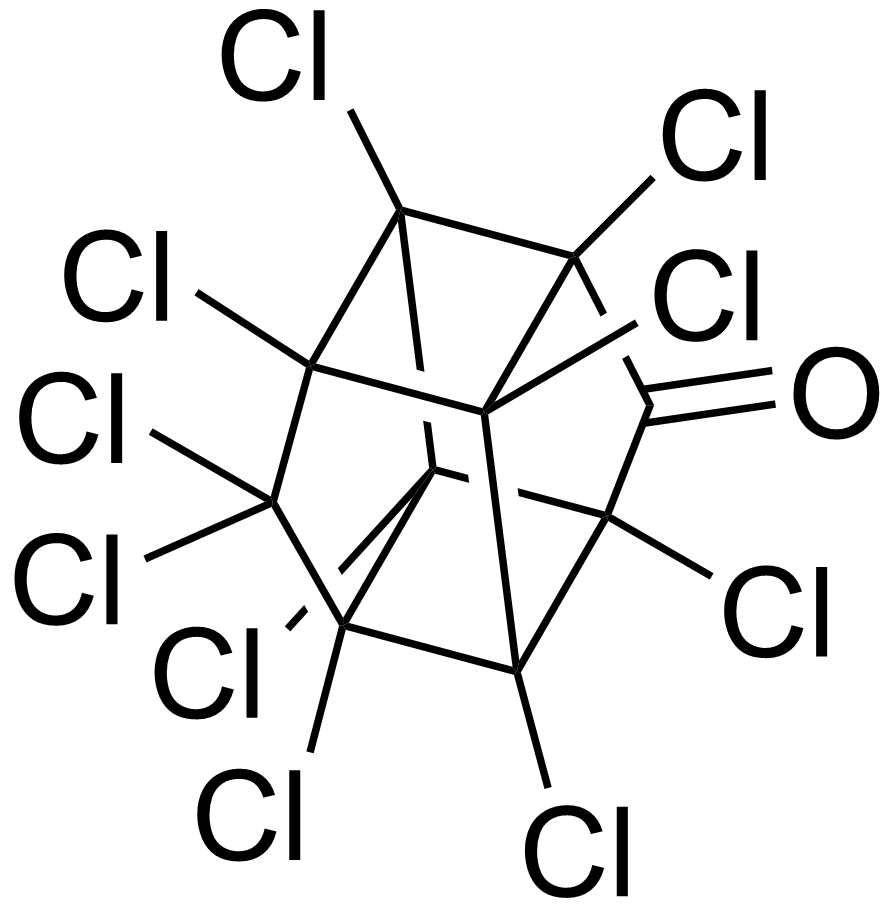
Chlordecon - strukturní vzorec

Chlordecon (též chlordekon), systematický název dekachlorpentacyklo[5.3.0.02,6.03,9.04,8]dekan-5-on je chlorovaná organická sloučenina, která byla používána jako insekticid zejména na plantážích banánů, citrusů nebo tabáku.
Jde o látku karcinogenní, která může poškozovat nervový systém, kůži, játra nebo mužský reprodukční systém. Podle testů na zvířatech může vyvolávat rakovinu jater, ledvin a nadledvin. Patří mezi endokrinní disruptory.
V České republice se nevyrábí ani nepoužívá. Jeho nebezpečnost spočívá hlavně v jeho perzistenci a schopnosti hromadit se v potravních řetězcích.
V květnu 2009 bylo v Ženevě na 4. konferenci smluvních stran Stockholmské úmluvy rozhodnuto o zařazení chlordeconu na černou listinu úmluvy o perzistentních organických látkách.